# Гольбріх Соломон Михайлович
Соломон Михайлович Го́льбріх (в творчих колах — Михайло; нар. 28 березня 1916, Твер — пом. 20 січня 2001, Київ) — радянський і український кінооператор, режисер кінохроніки; член Спілки кінематографістів СРСР з 1958 року. Заслужений діяч мистецтв УРСР з 1988 року.

## Біографія
Народився 15 [28] березня 1916 року в місті Твері (тепер Росія). З вересня 1931 по жовтень 1933 року навчався в школі фабрично-заводського учнівства в Харкові. З жовтня 1933 року працював помічником оператора, з травня 1934 року — оператором мультвставок, з липня 1935 по вересень 1937 року — начальником зміни кінолабораторії Української кінофабрики «Союзкінохроніки» / Української студії кінохроніки у Харкові.
З вересня 1937 по листопад 1938 року проходив службу в Червоній армії в батальйоні зв'язку. З листопада 1938 по травень 1939 року працював асистентом оператора Української студії кінохроніки у Харкові. З травня 1939 по січень 1940 року служив у 1-му комендантську полку у Монголії. З січня 1940 по липень 1941 працював асистентом оператора Української студії кінохроніки у Києві.
З 22 червня 1941 року, з початком німецько-радянської війни, у званні вйськового інженера ІІІ рангу перебував у розпорядженні Головного політуправління Радянської армії фронтовим кінооператором. З липня 1941 року — асистент оператора в кіногрупі на Південно-Західному, Донському фронтах; з 12 грудня 1942 року — оператор в кіногрупі Сталінградського фронтку; з березня 1943 року — оператор в кіногрупі Центрального фронту; з вересня 1943 року — оператор в кіногрупи Степового фронту; з липня 1944 року — оператор в кіногруі 2-го Українського фронту. З квітня по липень 1945 року — оператор Центральної студії документальних фільмів.
Після війни, з 1945 по 1988 рік, працював кінооператором і кінорежисером в Києві, на «Укркінохроніці». Був членом КПРС з 1955 року. Помер в Києві 20 січня 2001 року.

## Фільмографія
- 1943 — Сталінград;
- 1943 — Орловська битва;
- 1943 — Битва за нашу Радянську Україну;
- 1944 — Перемога на півдні (Битва на півдні);
- 1944 — Розгром під Корсунь-Шевченковим
- 1945 — Будапешт;
- 1945 — Перемога на Правобережній Україні (Перемога на Правобережній Україні та вигнання німецьких загарбників за межі українських радянських земель);
- 1945 — Першотравневий парад в Москві;
- 1945 — День Перемоги;
- 1945 — Лауреати конкурсу музикантів;
- 1945 — Свято партизан в Словаччині;
- 1945 — Парад краси і сили;
- 1945 — XXVIII Жовтень;
- 1945 — VII сесія Верховної Ради УРСР;
- 1946 — Донбас;
- 1946 — Суд над німецькими загарбниками;
- 1946 — Ювілей театру;
- 1946 — Макіївці;
- 1946 — Мистецтво України;
- 1946 — Хліб;
- 1947 — Дніпрогес;
- 1949 — У відродженому Харкові;
- 1951 — Шлях книги;
- 1951 — Першість СРСР з боксу;
- 1951 — Спартакіада суворовців;
- 1952 — Художники;
- 1954 — Для радянської людини;
- 1955 — В одному колгоспі;
- 1957 — Як бути;
- 1957 — Велика битва (фільм про Сталінградську битву);
- 1957 — Донецький день;
- 1958 — Великий початок;
- 1958 — На повітряних трасах України;
- 1958 — Художники України — комсомолу;
- 1958 — Нове в будівництві;
- 1959 — На з'їзді письменників України;
- 1959 — Першотравень в Києві;
- 1959 — З кіноапаратом по Києву;
- 1959 — У нашому районі; Укркінохроніка;
- 1960 — Микита Хрущов на Україні;
- 1960 — Я — робітник;
- 1961 — Україна — 1961 рік;
- 1961 — Академік Некрасов;
- 1961 — Гість з Цейлону;
- 1962 — Велика битва на Волзі;
- 1963 — Мистецтво народу;
- 1963 — Вам — двадцятирічним;
- 1963 — Добрий вогонь;
- 1964 — Ми — гвардійці;
- 1964 — Свято на Тарасовій землі;
- 1964 — Вінець Кобзареві;
- 1964 — Великий футбол;
- 1964 — Арсенальці;
- 1964 — На шляху в Токіо;
- 1964 — День Перемоги;
- 1964 — Виставка молодих художників;
- 1965 — Ми — гвардійці;
- 1965 — Ювілей драматурга;
- 1965 — Салют над морем;
- 1965 — На старті воїни;
- 1966 — У двох кроках від будинку;
- 1966 — Диспетчери неба;
- 1966 — Київ-66;
- 1966 — Трос;
- 1967 — 82-а Орденоносна;
- 1967 — На блакитних трасах;
- 1967 — Україна — любов моя;
- 1967 — «9,95 …»;
- 1967 — Загляньте до нас;
- 1968 — Микита Ізотов;
- 1969 — Битва під Корсунем;
- 1969 — Електрифікація залізниць;
- 1971 — Громадський борг;
- 1971 — Додаткові послуги;
- 1971 — Бригадир;
- 1972 — Гвардії лейтенант;
- 1973 — Зірниця, зірниця;
- 1974 — Квітні для всіх;
- 1975 — Корсунське кільце;
- 1975 — Професія міста;
- 1976 — Оборона Севастополя;
- 1978 — Вічний вогонь Краснодона;
- 1979 — Секретар райкому;
- 1986 — Парламентарі;
- 1988 — Прогресивні форми продажу книг.

Зняв понад 900 сюжетів для кінолітопису і кіножурналів, в тому числі: «Союзкіножурналу», «Новини дня», «Україна спортивна», «Піонерія України» та інше.

## Нагороди
- два ордена Вітчизняної війни ІІ ступеня (29 березня 1943; 6 квітня 1985);
- медалі «За оборону Сталінграда» (1944), «За взяття Берліна» (1945), «За перемогу над Німеччиною у Великій Вітчизняній війні 1941—1945 рр.» (1945);
- значок «Відмінник кінематографії СРСР»[2].